# 山形県道384号米沢県南公園自転車道線

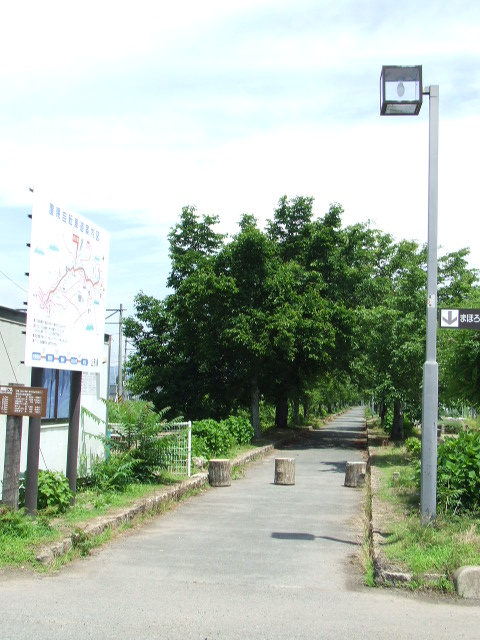
JR高畠駅（旧・糠ノ目駅）前にある「まほろば緑道」

山形県道384号米沢県南公園自転車道線（やまがたけんどう384ごう よねざわけんなんこうえんじてんしゃどうせん）とは、山形県の米沢駅から赤湯駅に至る全長32.8kmの一般県道として認定された自転車道（大規模自転車道）である。愛称：置賜自転車道（おいたまじてんしゃどう）。

## 通過する自治体
- 山形県
  - 米沢市
  - 高畠町
  - 南陽市

## 区間解説
米沢駅 - 高畠駅
米沢駅を出てしばらくすると松川（最上川源流）に交わり、堤防上に築かれた自転車道が米沢市窪田町矢野目付近まで続く。
高畠駅 - （旧）高畠駅 - 高畠町安久津
愛称：まほろば緑道。廃線となった山形交通高畠線の路線跡を利用して作られた。東洋のアルカディアと評された米沢盆地が一望できる田園地帯が続く。
二井宿 - 蛙沢湖 - 赤湯駅

## 周辺
山形県は温泉王国であり、付近に多くの天然温泉施設がある。
- 浜田広介記念館（天然温泉を併設）
- 高畠駅太陽館（天然温泉を併設）
- 赤湯温泉

## 参考資料
- 国土交通省：大規模自転車道の紹介（2017-7-6アーカイブ） - 国立国会図書館Web Archiving Project
- 国土交通省 特集 自転車DE行こう - ウェイバックマシン（2004年9月16日アーカイブ分）
- 国土交通省道路局：大規模自転車道の紹介（2017-7-7アーカイブ） - 国立国会図書館Web Archiving Project